# Michał Ciszkiewicz
Michał Ciszkiewicz Minołgański herbu Zerwikaptur – rotmistrz powiatu wiłkomierskiego w 1764 roku.
W 1764 był elektorem Stanisława Augusta Poniatowskiego z powiatu wiłkomierskiego.